# Bankeryd
Bankeryd er et byområde i Jönköpings kommun i Jönköpings län i Sverige. I 2010 var indbyggertallet 8 107.